# Glicerolo
Il glicerolo, o glicerina, è un composto organico nella cui struttura sono presenti tre atomi di carbonio legati a tre gruppi -OH (in altre parole è un "triolo").

## Caratteristiche
Il glicerolo è un componente dei lipidi (oli e grassi) e dei fosfolipidi o glicolipidi, dai quali viene ottenuto per idrolisi o transesterificazione. Quando l'organismo utilizza le sue riserve di grassi, dapprima le scinde in acidi grassi e glicerolo, quest'ultimo viene trasformato nel fegato in glucosio diventando una fonte di energia per il metabolismo cellulare.
A temperatura ambiente è un liquido incolore piuttosto denso, viscoso e dolciastro; la presenza di tre gruppi -OH lo rende miscibile con l'acqua in ogni proporzione.
Ricavato industrialmente come sottoprodotto della preparazione del sapone, trova impiego nella produzione di sciroppi, creme per uso farmaceutico e cosmetico, nonché come additivo alimentare, identificato dalla sigla E422. È anche un reagente usato nella sintesi di composti organici più complessi. Nel vino conferisce rotondità al sapore. Il glicerolo liquido è anche impiegato, con 2 parti d'acqua distillata, nella soluzione per macchine del fumo da palcoscenico. Trova inoltre impiego nella produzione della nitroglicerina.
Il glicerolo è anche un sottoprodotto della produzione del biodiesel.
Fu sintetizzato per la prima volta da Carl Scheele nel 1779. Essendo uno dei principali sottoprodotti della fermentazione alcolica, veniva sintetizzato durante la guerra (fermentando succhi di mela e uva e inibendo la riduzione dell'acetaldeide a etanolo mediante diossido di zolfo).
La glicerina presenta eccellenti proprietà di solubilità per tannini, fenolo e acido borico. Se presente in percentuale elevata svolge anche azione conservante e viene a volte aggiunta a soluzioni acquose. L'azione caustica di alcuni composti (ad esempio fenolo e iodio) è minore in soluzione glicerica. A causa della sua viscosità le soluzioni in glicerina si preparano meglio operando a caldo. I gliceridi sono notevolmente igroscopici e debbono quindi essere conservati in recipienti ben chiusi.
Esempi di gliceridi farmaceutici sono:
- tra le gocce auricolari, la glicerina ittiolata e la soluzione idroglicerica di sodio carbonato;
- tra le soluzioni per uso esterno, la soluzione glicerica di iodio.

Quando prodotto secondo la Farmacopea Ufficiale, viene identificato con "glicerolo F.U.".

## Utilizzi medici
Il glicerolo somministrato per via orale ha una funzione lassativa; somministrato per via endovenosa insieme a cloruro di sodio, è indicato nel trattamento dell'ipertensione endocranica e oculare nei pazienti adulti.
I dati relativi all'impiego di glicerolo durante la gravidanza o l'allattamento sono limitati. L'assunzione di glicerolo non risulta comunque controindicata durante la gravidanza o l'allattamento; a scopo precauzionale è comunque preferibile assumere il farmaco solo nei casi di necessità e dopo un'attenta valutazione del rapporto rischio/beneficio.
Il glicerolo deve essere somministrato con cautela a pazienti diabetici: per azione disidratante, favorisce la comparsa di iperglicemia e glicosuria.
L'uso prolungato di lassativi come il glicerolo può favorire la comparsa di diarrea con conseguente perdita di acqua, sali minerali o altri elementi nutritivi essenziali e, nei casi più gravi, disidratazione o ipopotassiemia. L'abuso di lassativi può portare inoltre a dipendenza e incremento progressivo del dosaggio, atonia intestinale, stitichezza cronica. L'ipopotassiemia associata all'abuso di lassativi può causare alterazioni della funzionalità cardiaca o neuromuscolare: somministrare glicerolo con cautela a pazienti in terapia con glicosidi cardiaci, diuretici o corticosteroidi.
In caso di trattamento con glicerolo per via endovenosa, somministrare il glicerolo con cautela a pazienti affetti da insufficienza renale poiché potrebbe verificarsi necrolisi osmotica irreversibile; durante la terapia è opportuno monitorare la funzionalità renale. In presenza di scompenso cardiaco congestizio, edema, ritenzione idrica somministrare glicerolo con cautela. La somministrazione contemporanea a trasfusione di sangue nella stessa linea di infusione venosa può causare emolisi.
Durante la somministrazione di glicerolo per via endovenosa mantenere sotto osservazione il bilancio elettrolitico e l'osmolarità plasmatica.
Non sono disponibili dati relativi all'efficacia e alla sicurezza della somministrazione di glicerolo per via endovenosa in pazienti pediatrici.